# 陝西省 (清朝)
陕西省（穆麟德轉寫：šansi golo），为清朝的内地十八省的一个省。

## 督抚沿革
1645年，清朝设陕西总督。先后改为川陕总督、山陕总督、陕甘总督。清朝沿用明朝在陕西承宣布政使司东部设立陕西巡抚、延绥巡抚。1661年，裁撤延绥巡抚。1663年，设陕西布政使司左右分治，左布政使治西安府，管理西安府、凤翔府、汉中府、延安府、兴安直隶州。右布政使治巩昌府，管理巩昌府、临洮府、庆阳府、平凉府。1667年陕西左布政使司改为陕西布政使司，甘肃省从陕西省分出。

## 行政区划
| 陕西省行政区划图（1820年）                                                  |
| 西安府 乾州 鄜州 同州府 商州 凤翔府 邠州 汉中府 兴安府 延安府 榆林府 绥德州 |

清朝下轄七府、五直隸州，共計八廳、五州、七十三縣：

### 西鄜道
- 西安府
  - 下辖：长安县（附郭）、咸宁县（附郭）、咸阳县、兴平县、临潼县、高陵县、鄠县、蓝田县、泾阳县、三原县、盩厔县、渭南县、醴泉县、富平县、耀州（1725年—1735年为直隶州）、同官县（1735年之前属耀州）、孝义厅（1782年分咸宁县设）、宁陕厅（1800年析长安、盩厔、洋、石泉、镇安五县地设）。
- 州直隶州，1725年从西安府划出
  - 下辖：武功县、永寿县。
- 鄜州直隶州，1725年从延安府划出
  - 下辖：洛川县、中部县、宜君县。

### 潼商道
- 同州府，之前为西安府，1725年从西安府划出为同州直隶州，1735年升为同州府
  - 下辖：大荔县（附郭，1735年设）、朝邑县、郃阳县、澄城县、韩城县、白水县（1725年—1735年属耀州直隶州）、华州（1725年—1735年为直隶州）、华阴县（1735年之前属华州）、蒲城县（1735年之前属华州）、潼关厅（1735年之前属华州，1727年由潼关卫改为潼关县，1747年潼关县改为潼关厅）。
- 商州直隶州，1725年从西安府划出
  - 下辖：镇安县、雒南县、山阳县、商南县。

### 凤邠道
- 凤翔府
  - 下辖：凤翔县（附郭）、岐山县、宝鸡县、扶风县、郿县、麟游县、汧阳县、陇州。
- 邠州直隶州，1725年从西安府划出
  - 下辖：三水县、淳化县、长武县。

### 陕安道
- 汉中府
  - 下辖：南郑县（附郭）、褒城县、城固县、洋县、西乡县、凤县、宁羌州、沔县（雍正之前属宁羌州）、略阳县（雍正之前属宁羌州）、留坝厅（1765年设）、定远厅（1802年设）、佛坪厅（1824年设）。
- 兴安府，1782年改兴安直隶州设
  - 下辖：安康县（附郭，1782年设）、平利县、洵阳县、白河县、紫阳县、石泉县、汉阴厅（1782年裁撤汉阴县，1789重设汉阴厅）、砖坪厅（1823年设）。

### 延榆绥道
- 延安府
  - 下辖：肤施县（附郭）、安塞县、甘泉县、安定县、保安县、延川县、延长县、宜川县、定边县（1730年设，1730年—1736年属榆林府）、靖边县（1730年设，1730年—1736年属榆林府）。
- 榆林府，1724年之前为榆林卫，1730年设府
  - 下辖：榆林县（附郭，1730年设）、怀远县（1730年设）、葭州（原属延安府，1725年—1736年为直隶州）、神木县（1736年之前属葭州）、府谷县（1736年之前属葭州）。
- 绥德直隶州，1725年从延安府划出
  - 下辖：米脂县、清涧县（1725年之前属延安府）、吴堡县（1736年之前属葭州）。